# Paul Fix
Peter Paul Fix (n. 13 martie 1901, Dobbs Ferry⁠(d), Westchester County, New York, SUA – d. 14 octombrie 1983, Los Angeles, California, SUA) a fost un actor american de film și televiziune, cel mai bine cunoscut pentru rolurile sale din producții western. Fix a apărut în peste 100 de filme și zeci de emisiuni de televiziune de-a lungul unei cariere de 56 de ani între 1925 și 1981. Fix este probabil cel mai bine cunoscut pentru rolul șerifului Micah Torrance, adversarul personajul lui Chuck Connors din serialul western The Rifleman (Pușcașul, 1958 - 1963). Mai târziu, a apărut alături de Connors în filmul western din 1966 Călărește dincolo de răzbunare (Ride Beyond Vengeance) și în episodul Tunelul Timpului, „The Sky is Falling”.

## Biografie
Paul Fix s-a născut în Dobbs Ferry, New York, tatăl său a fost Wilhelm Fix, maestru berar și mama sa a fost Louise C. Walz, deși unele surse spun că s-a născut ca Paul Fix Morrison. Mama și tatăl lui erau imigranți germani care au părăsit casa lor din Pădurea Neagră și au sosit în New York City în anii 1870.

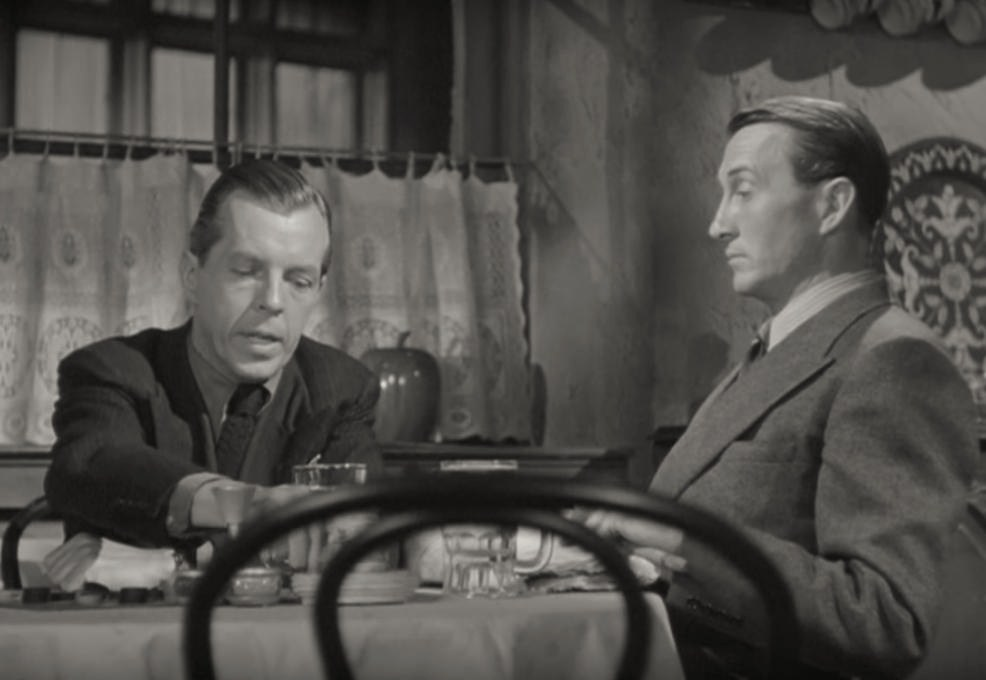
Rudolph Anders și Paul Fix în Sherlock Holmes - Arma secretă

După intrarea Statelor Unite în Primul Război Mondial în aprilie 1917, Fix s-a alăturat Gărzii Naționale, servind inițial la Peekskill, New York. După trei luni de serviciu acolo, a devenit civil, apoi s-a înrolat în armata SUA. După ce a slujit la Fort Slocum timp de trei luni, a plecat din nou civil și apoi s-a înrolat în Marina SUA și a fost staționat în Providence, Rhode Island. În Marină, Fix a fost recrutat pentru a cânta pe scenă într-o producție de teatru a Navy Relief Organization a operei comice H.M.S. Pinafore. Mai târziu, a slujit ca soldat de spital la bordul navelor care transportau trupe americane în și dinspre Europa și a continuat această misiune până când a fost eliberat oficial din serviciul militar la 5 septembrie 1919.
După război, Fix a fost un actor de personaj foarte ocupat, care a debutat în producții locale din New York. Până în anii 1920, el s-a mutat la Hollywood și a jucat în prima dintre cele aproape 350 de apariții în filme și televiziune. În anii 1930, s-a împrietenit cu John Wayne. El a fost profesorul de actorie al lui Wayne și în cele din urmă a apărut în aproximativ 27 dintre filmele cu Wayne.
Fix a apărut în filme ca Lucky Star (1929) cu Janet Gaynor și Charles Farrell sau în Ladies Love Brutes (1930); a ajuns un colaborator frecvent al regizorului filmului, Frank Borzage, în alte opt producții viitoare. Fix a apărut apoi ca Richard Bravo în filmul idol al anilor 1950, The Bad Seed (1956) cu Nancy Kelly, în The Sea Chase (1955) cu John Wayne și  Lana Turner, interpretând rolul bucătarului Heinz și în filmul lui George Stevens Giant (1956) cu James Dean, interpretând rolul tatălui lui Elizabeth Taylor.
Fix a apărut ca judecător în ...Să ucizi o pasăre cântătoare (1962) cu Gregory Peck. A interpretat șeriful din Răfuiala (The Sons of Katie Elder, 1965) cu John Wayne și Dean Martin. În 1966, a apărut în filmul El Dorado cu  Wayne și  Robert Mitchum. În 1972, a fost distribuit în filmul SF de groază Night of the Lepus, iar în anul următor, l-a portretizat pe fermierul din New Mexico, Pete Maxwell Pat Garrett și Billy The Kid cu James Coburn. În 1979,  a apărut în Wanda Nevada. Fix a co-scris scenariul filmului din 1944 cu John Wayne Tall in the Saddle.

## Filmografie

### Film (selecție)
- The Perfect Clown (1925) - Bellhop (nemenționat)
- Hoodoo Ranch (1926)
- The First Kiss (1928) - Ezra Talbot
- Lucky Star (1929) - Joe
- Ladies Love Brutes (1930) - Slip
- Man Trouble (1930) - The Kid - A Gunman (nemenționat)
- The Good Bad Girl (1931) - Roach
- The Fighting Sheriff (1931) - Jack Cameron
- Doctors' Wives - Interne (nemenționat)
- The Avenger (1931) - Juan Marietta (nemenționat)
- Sob Sister (1931) - Minor Role (nemenționat)
- Bad Girl (1931)
- Young - You Feel (1931) - Desk Clerk (nemenționat)
- Three Girls Lost (1931) - Tony Halcomb (nemenționat)
- South of the Rio Grande (1932) - Juan Olivarez
- The Racing Strain (1932) - King Kelly
- Life Begins (1932) - Anxious Expectant Father (nemenționat)
- The Last Mile (1932) - Eddie Werner - Cell 8
- Scarface (1932) - Hood with Gaffney (nemenționat)
- Dancers in the Dark (1932) - Benny
- The Night of June 13 (1932) - Reporter (nemenționat)
- Somewhere in Sonora (1933) - Bart Leadly
- The Important Witness (1933) - Tony
- Fargo Express (1933) - Mort Clark
- The Mad Game (1933) - Lou
- Devil's Mate (1933) - Malony
- The Avenger (1933) - Vickers
- The Important Witness (1933) - Tony
- The Sphinx (1933) - Dave Werner
- Emergency Call (1933) - Dr. Mason (nemenționat)
- Zoo in Budapest (1933) - Heinie
- The Woman Who Dared (1933) - Racketeer
- Gun Law (1933) - Tony Adams
- The Westerner (1934) - Rustler Who Confesses (nemenționat)
- The World Accuses (1934) - John Weymouth
- Rocky Rhodes (1934) - Joe Hilton
- The Count of Monte Cristo - Angry Citizen (nemenționat)
- The Crosby Case (1934) - Engineer (nemenționat)
- Little Man, What Now? (1934) - Lauderbock
- Reckless (1935) - Man on Mechanical Horse (nemenționat)
- The Crimsom Trail (1935) - Paul- Bellair Ranch Hand
- Mutiny Ahead (1935) - Teeter Smith
- His Fighting Blood (1935) - Phil Elliott
- Don't Bet on Blondes (1935) - Betting Man (nemenționat)
- Men Without Names (1935) - The Kid
- Let 'Em Have It (1935) - Sam
- Millions in the Air (1935) - Hank - the Drunk
- Bar 20 Rides Again (1935) - Gila
- The Eagle's Brood (1935) - Henchman Steve
- Valley of Wanted Men (1935) - Mike Masters
- The Throwback (1935) - Spike Travis
- Bulldog Courage (1935) - Bailey
- The Desert Trail (1935) - Jim Whitmonlee
- Mariners of the Sky aka Navy Born (1936) - Joe Vezie
- The Road to Glory (1936) - Second Volunteer
- The Ex-Mrs. Bradford (1936) - Lou Pender (nemenționat)
- The Bridge of Sighs (1936) - Harrison Courtney, Jr. aka Harry West
- Phantom Patrol (1936) - Henchman Jo-Jo Regan
- Yellowstone (1936) a Dynomite
- Straight from the Shoulder (1936) - Trigger Benson
- Charlie Chan at the Race Track (1936) - Lefty (nemenționat)
- 36 Hours to Kill (1936) - Gangster (nemenționat)
- The Prisoner of Shark Island (1936) - David Herold
- After the Thin Man (1936) - Phil Brynes
- Wanted! Jane Turner (1936) - Crowley's Henchman
- The Accusing Finger (1936) - John 'Twitchy' Burke
- 15 Maiden Lane (1936) - Agitator (nemenționat)
- Two in a Crowd (1936) - Bonelli's Henchman
- Winterset (1936) - Joe
- The Plot Thickens (1936) - Joe
- Border Cafe (1937) - 'Doley' Dolson
- Armored Car (1937) - Slim
- Her Husband Lies (1937) - Lefty Harker (nemenționat)
- Woman in Distress (1937) - Joe Emory
- The Game That Kills (1937) - Dick Adams
- Big City (1937) - Comet Night Watchman (nemenționat)
- On Such a Night (1937) - Maxie Barnes
- Souls at Sea (1937) - Violinest
- King of Gamblers (1937) - Charlie
- It Can't Last Forever (1937) - Mikey (nemenționat)
- Paid to Dance (1937) - Nifty
- Daughter of Shanghai (1937) - Miles (nemenționat)
- Mannequin (1937) - Smooch Hanrahan (nemenționat)
- Conquest (1937) - Dumb Soldier (nemenționat)
- Hot Water (1937) - Homer (nemenționat)
- The Saint of New York (1938) - Phil Farrell - Doorman at the Silverclub (nemenționat)
- Mr. Moto's Gamble (1938) - Gangster (nemenționat)
- Smashing the Rackets (1938) - Maxie
- The Crowd Roars (1938) - Joe - Bodyguard on Plane (nemenționat)
- Crime Ring (1938) - Slim (nemenționat)
- Penitentiary (1938) - Bunch (nemenționat)
- King of Alcatraz (1938) - 'Nails' Miller
- The Night Hawk (1938) - Spider
- Mr. Moto's Gamble (1938) - Gangster (nemenționat)
- Crime Takes a Holiday (1938) - Louie
- Secrets of a Nurse (1938) - Smiley, Largo's Gunman (nemenționat)
- When G-Men Step In (1938) - Clip Phillips - Fred's Henchman
- Walking Down Broadway (1938) - Man in Baccarat Club Bar (nemenționat)
- The Buccaneer (1938) - Dying Pirate
- Behind Prison Gates (1939) - Convict Petey Ryan
- They All Came Out (1939) - Vonnie (nemenționat)
- News Is Made at Night (1939) - Joe Luddy
- Heritage of the Desert (1939) - Henchman Chick Chance
- Star Reporter (1939) - Clipper
- Two Thoroughbreds (1939) - Stablemaster
- Heroes in Blue (1939) - Henchman (nemenționat)
- Those High Grey Walls (1939) - Nightengale
- Mutiny on the Blackhawk (1939) - Jock - the Sailor
- The Girl and the Gambler (1939) - Charlie
- Undercover Doctor (1939) - Monk Jackson
- Code of the Streets (1939) - Tommy Shay
- Almost a Gentleman (1939) - Kidnapper (nemenționat)
- Disbarred (1939) - Stone (nemenționat)
- The Ghost Breakers (1940) - Frenchy Duval
- Glamour for Sale (1940) - Louis Manell
- Queen of the Mob (1940) - Gang Leader in Garage (nemenționat)
- The Fargo Kid (1940) - Deuce Mallory
- The Great Plane Robbery (1940) - Nick Harmon
- Trail of the Vigilantes (1940) - Lefty
- Triple Justice (1940) - Fred Cleary
- Black Diamonds (1940) - Matthews
- The Crooked Road (1940) - Nick Romero
- Dr. Cyclops (1940) - Dr. Mendoza
- Virginia City (1940) - Murrell's Henchman (nemenționat)
- Outside the Three-Mile Limit (1940) - Bill Swanson
- Strange Cargo (1940) - Benet
- Black Friday (1940) - William Kane
- Down Mexico Way (1941) - Henchman Davis
- A Missouri Outlaw (1941) - Mark Roberts
- Public Enemies (1941) - Scat
- Mob Town (1941) - Monk Bangor (nemenționat)
- Unfinished Business (1941) - Reporter (nemenționat)
- Hold That Ghost (1941) - Lefty (nemenționat)
- Citadel of Crime (1941) - Nick Garro
- Roar of the Press (1941) - 'Sparrow' McGraun
- Pittsburgh (1942) - Mine Operator
- Escape from Crime (1942) - Dude Mevill
- Hitler – Dead or Alive (1942) - Joe 'The Book' Conway
- Youth on Parade (1942) - Nick Cramer (nemenționat)
- Highways by Night (1942) - Gabby
- Mug Town (1942) - Marco
- That Other Woman (1942) - Tough Guy
- Dr. Gillespie's New Assistant (1942) - Husband (nemenționat)
- Kid Glove Killer (1942) - Allison Stacy (nemenționat)
- Alias Boston Blackie (1942) - Steve Cavereni
- Sleepytime Gal (1942) - Johnny Gatto
- South of Santa Fe (1942) - Joe Keenan aka Harmon
- Jail House Blues (1942) - Danny
- Captive Wild Woman (1943) - Gruen
- Sherlock Holmes and the Secret Weapon (1943) - Mueller (nemenționat)
- In Old Oklahoma (1943) - Cherokee Kid
- Petticoat Larceny (1943) - Louie (nemenționat)
- Bombardier (1943) - Big Guy - Spy (nemenționat)
- The Unknown Guest (1943) - Fain
- The Fighting Seabees (1944) - Ding
- Tall in the Saddle (1944) - Bob Clews (also co-writer)
- Back to Bataan (1945) - Bindle Jackson
- Grissly's Millions (1945) - Lewis Bentley
- Flame of Barbary Coast (1945) - Calico Jim
- Dakota (1945) - Carp
- Tycoon (1947) - Joe
- Angel and the Badman (1947) - Mouse Marr (nemenționat)
- Force of Evil (1948) - Bill Ficco
- The Plunderers (1948) - Calico
- Angel in Exile (1948) - Carl Spitz
- Red River (1948) - Teeler Yaces
- Wake of the Red Witch (1948) - Antonio "Ripper" Arrezo
- The Fighting Kentuckian (1949) - Beau Merritt
- She Wore a Yellow Ribbon (1949) - Gunrunner (nemenționat)
- Fighting Man of the Plains (1949) - Yancy
- Hellfire (1949) - Dusty Stoner
- California Passage (1950) - Whalen
- Surrender (1950) - Deputy Williams
- Bullfighter and the Lady (1951) - Joseph Jamison (nemenționat)
- Warpath (1951) - Pvt. Fiore
- The Great Missouri Raid (1951) - Sgt. Brill
- Ride the Man Down (1952) - Ray Cavanaugh
- What Price Glory (1952) - Gowdy (nemenționat)
- Denver and Rio Grande (1952) - Engineer Moynihan
- Big Jim Mclain (1952) - Voice of Chauncey (nemenționat)
- Fair Wind to Java (1953) - Wilson
- Island in the Sky (1953) - Wally Miller
- Hondo (1953) - Major Sherry
- Devil's Canyon (1953) - Gatling Guard
- Star of Texas (1953) - Luke Andrews
- The High and the Mighty (1954) - Frank Briscoe
- Johnny Guitar (1954) - Eddie
- Blood Alley (1955) - Mr. Tso
- The Sea Chase (1955) - Max Heinz
- Top of the World (1955) - Maj. George French
- Santiago (1956) - Trasker
- Star in the Dust (1956) - Mike MacNamara
- Stagecoach to Fury (1956) - Tim O'Connors
- Giant (1956) - Dr. Horace Lynnton
- Toward the Unknown (1956) - Lt. Gen. Bryan Shelby
- The Bad Seed (1956) - Richard Bravo
- Man in the Vault (1956) - Herbie
- Man in the Shadow (1957) - Herb Parker
- The Devil's Hairpin (1957) - Doc Addams
- Night Passage (1957) - Mr. Feeney
- Jet Pilot (1957) - Major Rexford
- Night Passage (1957) - Clarence Feeney
- Lafayette Escadrille (1958) - U. S. General
- The Notorious Mr. Monks (1958) - Benjamin Monks
- Guns Girls and Gangsters (1959) - Lon Largo
- Wagon Train : The Amos Billings Story (1962, TV Series) - Amos Billings
- To Kill A Mockingbird (1962) - Judge Taylor
- The Outrage (1964) - Indian
- Mail Order Bride (1964) - Sheriff Jess Linley
- The Sons of Katie Elder (1965) - Sheriff Billy Watson
- Shenandoah (1965) - Dr. Tom Witherspoon
- Baby the Rain Must Fall (1965) - Judge Ewing
- El Dorado (1966) - Dr. Miller
- Incident at Phantom Hill (1966) - General Hood
- Ride Beyond Vengeance (1966) - Hanley
- An Eye for an Eye (1966) - Brien Quince
- Nevada Smith (1966) - Sheriff Bonnell
- Welcome to Hard Times (1967) - Major Munn C.S.A.
- The Ballad of Josie (1967) - Alpheus Minisk
- Day of the Evil Gun (1968) - Sheriff Kelso
- Hellfighters (1968) - Dusty Stoner
- The Undefeated (1969) - General Joe Masters
- Young Billy Young (1969) - Charlie
- Dirty Dingus Magee (1970) - Chief Crazy Blanket
- Zabriskie Point (1970) - Roadhouse Owner
- Shoot Out (1971) - Brakeman Frenatore
- Something Big (1971) - Chief Yellow Sun
- Night of the Lepus (1972) - Sheriff Cody
- Pat Garrett and Billy The Kid (1973) - Maxwell
- Cahill U.S. Marshal (1973) - Old Man
- Grayeagle (1977) - Running Wolf
- Wanda Nevada (1979) - Texas Curly

### Televiziune

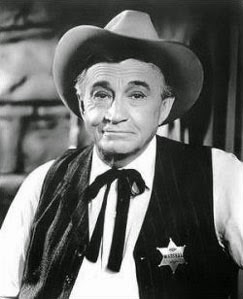
Paul Fix în The Rifleman ca șeriful Torrance

- The Lone Ranger – episodul – Million Dollar Wallpaper – Silk (1950)
- Adventures of Superman (ca Paul Fix) – Sezonul 1 episodul 22 – Czar of the Underworld (1953)
- Adventures of Superman (ca Peter Fix) – Sezonul  2 episodul 18 – Semi-Private Eye (1954)
- Perry Mason – episodul - The Case of the Angry Mourner - District Attorney Hale (1957)
- The Rifleman – a apărut în 123 de episoade și credit doar în 27 de episoade – Marshall Micah Torrance și Charming Billy într-un  episod (1958–1963)
- Wagon Train – episodul – The Mark Hanford Story – Jake (1958)
- Perry Mason – Sezonul 2 episodul 6 - The Case of the Buried Clock - District Attorney Hale (1958)
- Wagon Train – episodul – The Amos Billings Story – Amos Billings (1962)
- Wagon Train – episodul – The Brian Conlin Story – Sean Bannon (1964)
- Lassie – episodul – The Sulky Race – Sam Snow (1959)
- Ripcord – episodul – Jump to a Blind Alley – Josh Parker (1963)
- The Twilight Zone – Colbey (1964) – Sezonul  5 episodul 26 – "I Am the Night Color Me Black"
- The F.B.I. – episodul – How to Murder an Iron Horse – Willard Oberley (1965)
- Death Valley Days – episodul – A Picture of a Lady – Doc Lathrop, cu Peter Whitney ca Judecător Roy Bean și Francine York ca  Lily Langtry (1965)
- Star Trek: The Original Series – episodul – Where No Man Has Gone Before – Dr. Mark Piper (1966)
- Daniel Boone – episodul – Deadly Lodestone – Chief Great Bear (1966)
- A Man Called Shenandoah – episodul – Plunder – Sam Winters (1966)
- Wild Wild West - episodul - Night of the green terror - Old Chief (1966)
- Voyage to the Bottom of the Sea - episodul - The Terrible Toys - Burke (1966)
- Bonanza – episodul – The Gold Detector – Barney (1967)
- Gunsmoke - episodul - Fandango - Doc Lacey (1967)
- Gunsmoke – episodul – Vengeance Part 1 – Sheriff Sloan (1967)
- The Big Valley – episodul – The Stallion – Brahma (1967)
- The Guns of Will Sonnett – episodul #1 – Ride the Long Trail – Olenhaussen - Stableman (1967)
- Land Of The Giants – episodul #9 "The Creed" Doctor Brule (1968)
- Land Of The Giants – episodul #17 "Deadly Lodestone" Doctor Brule (1969)
- The Andy Griffith Show – episodul – Barney Hosts a Summit Meeting – Mr. McCabe (1968)
- The F.B.I. – episodul – The Prey – Chester Cranford (1969)
- Death Valley Days Sezonul 17 episodul 18 Here Stands Bailey - Brit Bailey (1969)
- Daniel Boone – episodul – The Allegiances – Quonab (1969)
- The F.B.I. – episodul – Incident in the Desert – Matt Williams (1970)
- Ironside – episodul – The Laying on of Handy – Cripple (1970)
- Alias Smith and Jones – episodul – The Day They Hanged Kid Curry – Tom Hansen (1971)
- Owen Marshall: Counselor at Law – episodul – Make No Mistake – Dr. Mel Woodruff (1971)
- Alias Smith and Jones – episodul – Night of the Red Dog – Clarence Bowles (1971)
- Bonanza – episodul – For a Young Lady – Bufford Sturgis (1971)
- Mannix – episodul – Scapegoat – Johnny Gunnarson (1972)
- Emergency! – episodul – Fuzz Lady – Gus 'Pop' William (1972)
- Alias Smith and Jones – episodul – Three to a Bed – Bronc (1973)
- The F.B.I. – episodul – The Big Job – Farrell (1973)
- The Six Million Dollar Man – episodul – Population: Zero – Gus Turners (1974)
- Barnaby Jones – episodul – Dark Legacy – Amos Barringer (1974)
- Doc Elliot – episodul – The Pharmacist – Gus Turners (1974)
- The Waltons - episodul - The Conflict - Senator Lucas Avery (1974)
- Barnaby Jones – episodul – Death on Deposit – Alfred Stermer (1974)
- Barnaby Jones – episodul – Double Vengeance – Jack Tatthal (1975)
- Emergency! – episodul – Kidding – Maxwell Hart (1975)
- Lincoln – mini-series – episodul – Prairie Law – Judge Thomas (1975)
- Ellery Queen – episodul – The Adventure of the Sinister Scenario – Captain Benjamin Blake (1976)
- How The West Was Won – Mini series – episodes #1.2–1.4 – Portagee (1977–1978)
- The Rockford Files – episodul – The House On Willis Avenue – Joseph Tooley (1978)
- Battlestar Galactica – episodul – Take The Celestra – Commander Kronus (1979)
- Quincy M.E. – episodul – For Want of A Horse – Jason Randall (1981) (ultimul său rol)

### Ca scenarist
- Tall in the Saddle (scenariu)
- Ring of Fear (scenariu original)